# Kałga
Kałga (mong. - brama), kałga sułtan – pierwszy po chanie urzędnik w hierarchii Chanatu Krymskiego. Pierwszy następca i regent władcy (drugim był nurredin). Zarządca prawej strony państwa (wschodniej części kraju) i dowódca prawego liczniejszego skrzydła armii krymskiej w czasie walnych wypraw wojennych. 
Zastępca chana na Krymie podczas jego nieobecności lub w czasie wypraw wojennych. Jeden z decydentów polityki zagranicznej Chanatu Krymskiego.
Według prawa, mógł nim zostać jedynie najstarszy brat lub syn panującego. Dopiero od 2 połowy XVII wieku urząd ten mógł otrzymać (z rąk sułtana tureckiego) dalszy krewniak z rodziny Girejów.
Posiadał własny, niezależny od chana aparat urzędniczy z wezyrem na czele.
W tytulaturze często łączono tytuł kałga z sułtan (syn lub brat chana).
Z 40 chanów krymskich tylko 24 pełniło bezpośrednio przed objęciem tronu urząd kałgi.